# 白头鸫鹛
白头鸫鹛（学名：Turdoides leucocephala），是画眉科鸫鹛属的一种，分布于苏丹、厄立特里亚和埃塞俄比亚。全球活动范围约为283,000平方千米。该物种的保护状况被评为无危。
白头鸫鹛的栖息地包括干燥的稀树草原、亚热带或热带低地的干燥疏灌丛和河流、溪流。